# Anna Pappritz
Anna Pappritz, född 9 maj 1861 i Radach nära Drossen i provinsen Brandenburg, död där 8 juli 1939, var en tysk författare och kvinnorättsaktivist, känd för sitt arbete mot prostitution. 
Hon anses vara en av de ledande experterna på "prostitutionsfrågan" i det tyska imperiet och Weimarrepubliken, och publicerade ett flertal skrifter om orsakerna till prostitution och de prostituerades situation. Hon lyckades etablera abolitionism (mot prostitution) i Tyskland, särskilt i den tyska kvinnorörelsen, som var riktad mot dubbelmoral och bestraffning av prostituerade. I Deutsche STI-Gesellschaft – Gesellschaft zur Förderung der Sexuellen Gesundheit, grundat 1902, i vars styrelse hon var den enda kvinnan, representerade hon den avskaffande minoritetspositionen. Från 1904 till 1934 var hon andra och första ordförande för den tyska avdelningen av International Abolitionist Federation (IAF). En av hennes största politiska framgångar var lagen för att bekämpa könssjukdomar som antogs 1927, som avskaffade prostitution som ett brott.